# Jerzy Wilim
Jerzy Wilim (Chorzów, 14 de agosto de 1941 - Gladbeck, 7 de diciembre de 2014) fue un futbolista polaco que jugaba en la demarcación de delantero.

## Biografía
Debutó como futbolista en el Szombierki Bytom, proviniendo de la cantera del club. Jugó en el equipo hasta 1970, llegando a ser el máximo goleador de la Ekstraklasa en 1964 con 18 goles anotados. Posteriormente fichó por el Górnik Zabrze, ganando, en sus dos años en el club, dos Ekstraklasa y dos Copa de Polonia, únicos títulos a nivel de club que consiguió. También tuvo dos pasos por el extrankero, el SC Telstar Velsen de los Países Bajos, y el Stade Rennais FC de Francia. En su país jugó además en el AKS Niwka Sosnowiec, donde jugó durante tres etapas de su carrera, y donde se retiró finalmente como futbolista en 1984.
Falleció el 7 de diciembre de 2014 en Gladbeck a los 73 años de edad.

## Selección nacional
Jugó un total de ocho partidos con la selección de fútbol de Polonia. Debutó el 4 de septiembre de 1963 contra Noruega en un partido que acabó con 9-0 a favor del combinado polaco. En su haber también se encuentran dos partidos de Clasificación para la Copa Mundial de Fútbol de 1970, uno contra Luxemburgo y otro contra los Países Bajos, siendo este su último partido como internacional.

### Goles internacionales
| #  | Fecha               | Estadio                                  | Oponente   | Gol | Resultado | Competición                                          |
| -- | ------------------- | ---------------------------------------- | ---------- | --- | --------- | ---------------------------------------------------- |
| 1. | 10 de mayo de 1964  | Estadio Henryk Reyman, Cracovia, Polonia | Irlanda    | 2–1 | 3–1       | Partido amistoso                                     |
| 2. | 20 de abril de 1969 | Estadio Henryk Reyman, Cracovia, Polonia | Luxemburgo | 6–0 | 8–1       | Clasificación para la Copa Mundial de Fútbol de 1970 |
| 3. | 30 de abril de 1969 | Ankara 19 Mayıs Stadium, Ancara, Turquía | Turquía    | 0–2 | 1–3       | Partido amistoso                                     |
| 4. | 30 de abril de 1969 | Ankara 19 Mayıs Stadium, Ancara, Turquía | Turquía    | 0–3 | 1–3       | Partido amistoso                                     |

## Clubes
| Club                | País         | Año         |
| ------------------- | ------------ | ----------- |
| Szombierki Bytom    | Polonia      | 1952 - 1970 |
| Górnik Zabrze       | Polonia      | 1970 - 1972 |
| SC Telstar Velsen   | Países Bajos | 1972 - 1973 |
| Szombierki Bytom    | Polonia      | 1974        |
| AKS Niwka Sosnowiec | Polonia      | 1975        |
| Stade Rennais FC    | Francia      | 1976 - 1977 |
| AKS Niwka Sosnowiec | Polonia      | 1977 - 1979 |
| AKS Niwka Sosnowiec | Polonia      | 1982 - 1984 |

## Palmarés

### Campeonatos nacionales
| Título          | Club          | País    | Año  |
| --------------- | ------------- | ------- | ---- |
| Ekstraklasa     | Górnik Zabrze | Polonia | 1971 |
| Ekstraklasa     | Górnik Zabrze | Polonia | 1972 |
| Copa de Polonia | Górnik Zabrze | Polonia | 1971 |
| Copa de Polonia | Górnik Zabrze | Polonia | 1972 |

### Distinciones individuales
| Título                            | Club             | País    | Año  |
| --------------------------------- | ---------------- | ------- | ---- |
| Máximo goleador de la Ekstraklasa | Szombierki Bytom | Polonia | 1964 |